# ペトログリフ
ペトログリフ（英語：petroglyph）とは、象徴となる岩石や洞窟内部の壁面に、意匠、文字が刻まれた彫刻のこと。ギリシア語で石を意味するペトロとグリフ（彫刻）の造語である。日本語では線刻（画・文字）と呼ばれたり、岩面彫刻、岩石線画、岩面陰刻と訳される。
似たものとして岩に描くペトログラフ（岩絵）があるが、学問上、ペトログリフとペトログラフは同一ではなく、それぞれ定義があって区別されている（概要にて後述）。日本では、しばしば両者が混同されるため注意が必要である。

## 概要
人類が後世に伝えたいさまざまな意匠や文字を岩石に刻んだもの。筆記具や紙を持たない古代の人々が残した記録や文字・文章システムの先駆けを示すものとして注目されがちであるが、アメリカ合衆国ハワイ州などには16世紀や17世紀にかけて刻まれた比較的新しいものもある。また、近世や現代においても、宗教的な儀式の目的やアートとして刻まれるものも多数存在している。
海外ではペトログリフは勿論、岩石芸術（英語で言うRock art、ペトログラフにあたる洞窟の壁画、ドルメン、ストーンサークル等も含む）全般の研究が行われており、特に米仏で研究が盛んであり、ユネスコに研究機関があるほか、ハーバード大学などでも研究が行われている。その英語圏では、岩に刻まれた彫刻のことをペトログリフ (Petroglyph)、岩に描かれた絵画のことをペトログラフ (Petrograph)、という定義で両者を区別している。
他方、日本ではこの定義づけがあいまいで、ペトログリフとペトログラフの両者を混同している記述がしばしば見られる。表現のモチーフが類似しており、英単語も似ているために恐らくは翻訳時の混同が起こったと思われるが、彫刻と絵画は美術界でも明確に区別される（表現のモチーフが同一の場合も）。正しくは英語圏の定義に沿って、岩に刻まれた意匠・図絵の彫刻についてだけを、学問上ペトログリフと呼ぶ。

## 内容
最も古いものはウクライナの「カメンナヤ・モグリャ」にあるもので、旧石器時代（約10,000から12,000年前）のものといわれている。7,000から9,000年前頃には絵文字や表意文字のようなものが現れ始めた。この頃は世界中で岩面彫刻はまだ一般的であったが、いくつかの文化では20世紀になって西洋の文化が入ってくるまで、使用し続けていた。
それらの場所や作られた時代、イメージのタイプ等から推察される目的については、多くの理論がある。いくつかのペトログリフは、天文学で使う印、地図および記号的なコミュニケーションの他の形式であると思われる。地形あるいは周囲の土地を表す岩面彫刻はGeocontourglyphとして知られている。それは道、川、時間と距離を表しているとも推察される。
さらに、それらは他の儀式の副産物とも考えられる。たとえばインドのものは、ロックゴングという楽器であると確認された。いくつかのペトログリフは、それを作った当時の社会において文化的にあるいは宗教的に重要なものだと考えられる。その重要性は子孫へと伝えられる。スカンジナビアの北欧人の青銅器時代以後の記号は、宗教的な意味に加えて、種族間の領土の境界を表すように見える。
さらに、地域ごとに方言が存在するように見える。たとえば、「シベリアの銘」と呼ばれるものはほとんどルーン文字のある初期の形式のような形をしている。しかし、詳しい事は分かっていない。
ヨハネスブルグのヴィトヴァーテルスラント大学の岩石芸術研究所 (RARI) が、カラハリ砂漠のサン人の中のシャーマン教と岩石芸術との関係について研究した。サン人の美術品はおもに絵画であるが、それらの背後にある信条は、それらを理解する根拠になるという。RARIウェブサイトによると、研究者は、サン人の信条がその画家の信仰生活に基本的な役割を果たしたことを示した。絵の背後には別の世界がある。踊り手が動物の形で飛び立ち、力を引くことができ、治療、人工降雨および狩猟を導くことができたという。

## 意義
おもに考古学的な面と美術的な面から研究が行われている。考古学的には過去の人々の風俗や生活様式、ときには気候などを類推できるほか、文字の誕生を探る上でも貴重な手がかりと考えられている。また美術的な価値についても研究がなされている。
研究における有効性の問題として、岩石の風化により生じる亀裂やくぼみがペトログリフであると誤認される場合のあることや、遺跡の改竄や捏造といった問題が挙げられる。

## 一致
世界中で調査され、GPSで記録されたペトログリフを分析した結果、紀元前3000年から7000年頃のペトログラフに、大陸の全域の広い範囲で共通性がある事が分かっている。 よく見られる模様としては、うずくまる人、キャタピラー、梯子、アイマスク、ココペリ（インディアンの神様）、輪留めをかけられた車輪、等が挙げられる。
この理由としては様々な説が考えられている。
世界的移動説
特定のグループが、ある地域から世界中に移ったという説。1853年に、ジョン・コリングウッド・ブルースとジョージ・テイトが唱え、ロナルド・モリスが彼らの104の理論を要約した。
シュメール人が世界中に広まったという説はこの説の親戚である。

遺伝説
他の、より論争の的になっている説明は遺伝によるものである。ユング心理学およびミルチャ・エリアーデの見解では、人間の脳に遺伝学的に相続した構造があるからではないかとしている。

薬物説
幻覚剤を使用して精神が異常状態になったシャーマンによって作られたという説。デービッド・ルイス=ウィリアムズは、これらの模様は人間の脳に組み込まれたもので、それらが薬や片頭痛および他の刺激によって起こる視覚障害や幻覚によって頭に生まれるのではないかとしている。

## 日本のペトログリフ
環太平洋地域にペトログリフの文化が点在し、日本においてもペトログリフの存在が確認されており、幾つかの団体が研究を行っている。
日本先史岩面画研究会は北海道の手宮洞窟やフゴッペ遺跡の研究から発展している組織で、こちらは主に美術的な観点からの調査を行っている。
両会とも世界各地で調査を行っており、海外の学会で発表する等、成果を挙げている。
なお、1994年3月28日の読売新聞によると、山口県下関市彦島の市指定文化財「彦島杉田岩刻画」（平成3年5月指定）に傷がつけられているのが発見され、ニュースになった（同新聞によれば、大正13年に地元の人が発見、昭和51年頃から研究があった、とされる）。

## 主な遺跡

### アジア

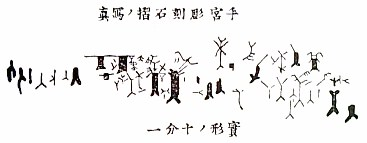
小樽市の手宮洞窟のペトログリフ。
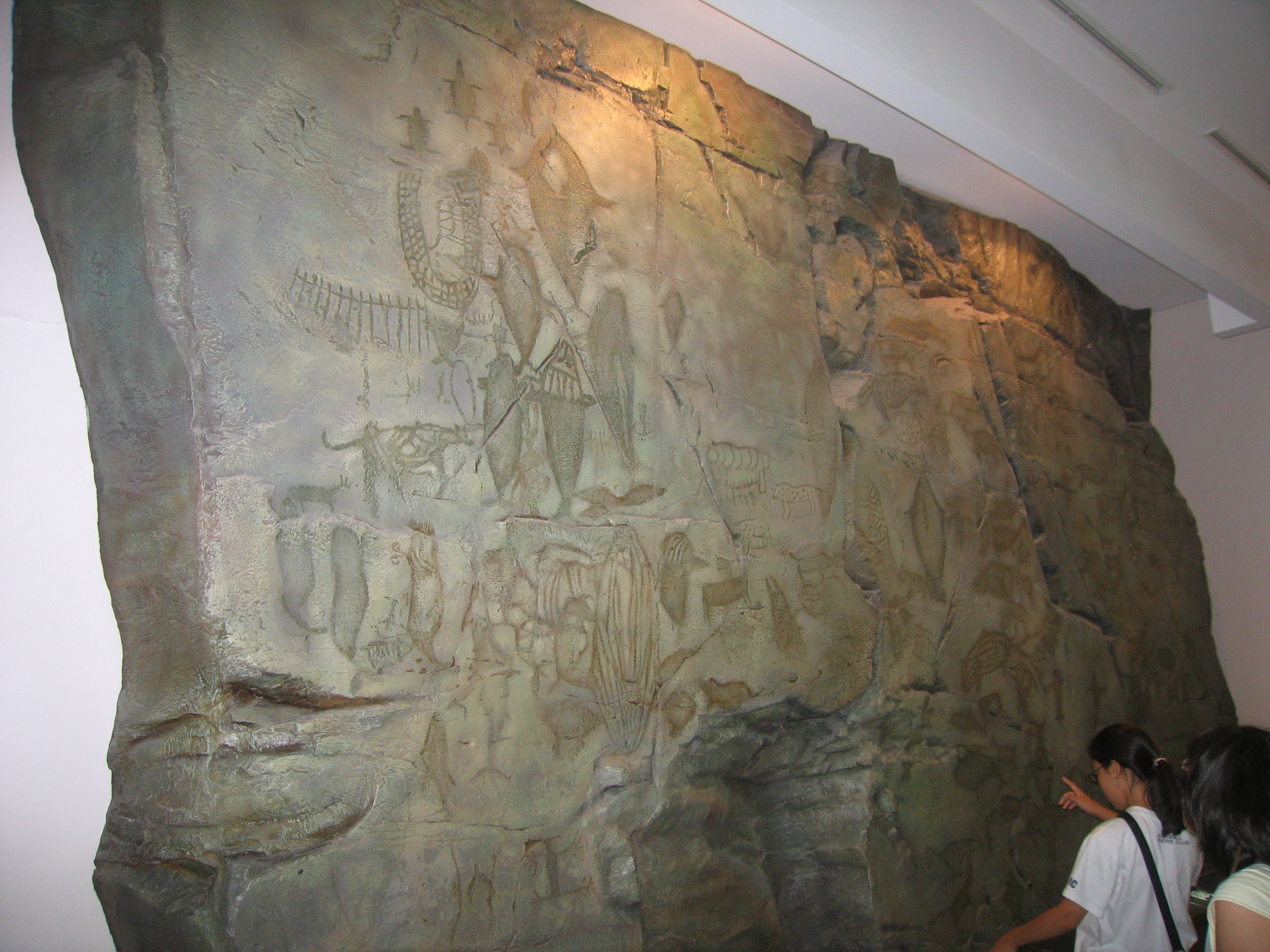
韓国の盤亀台岩刻画。
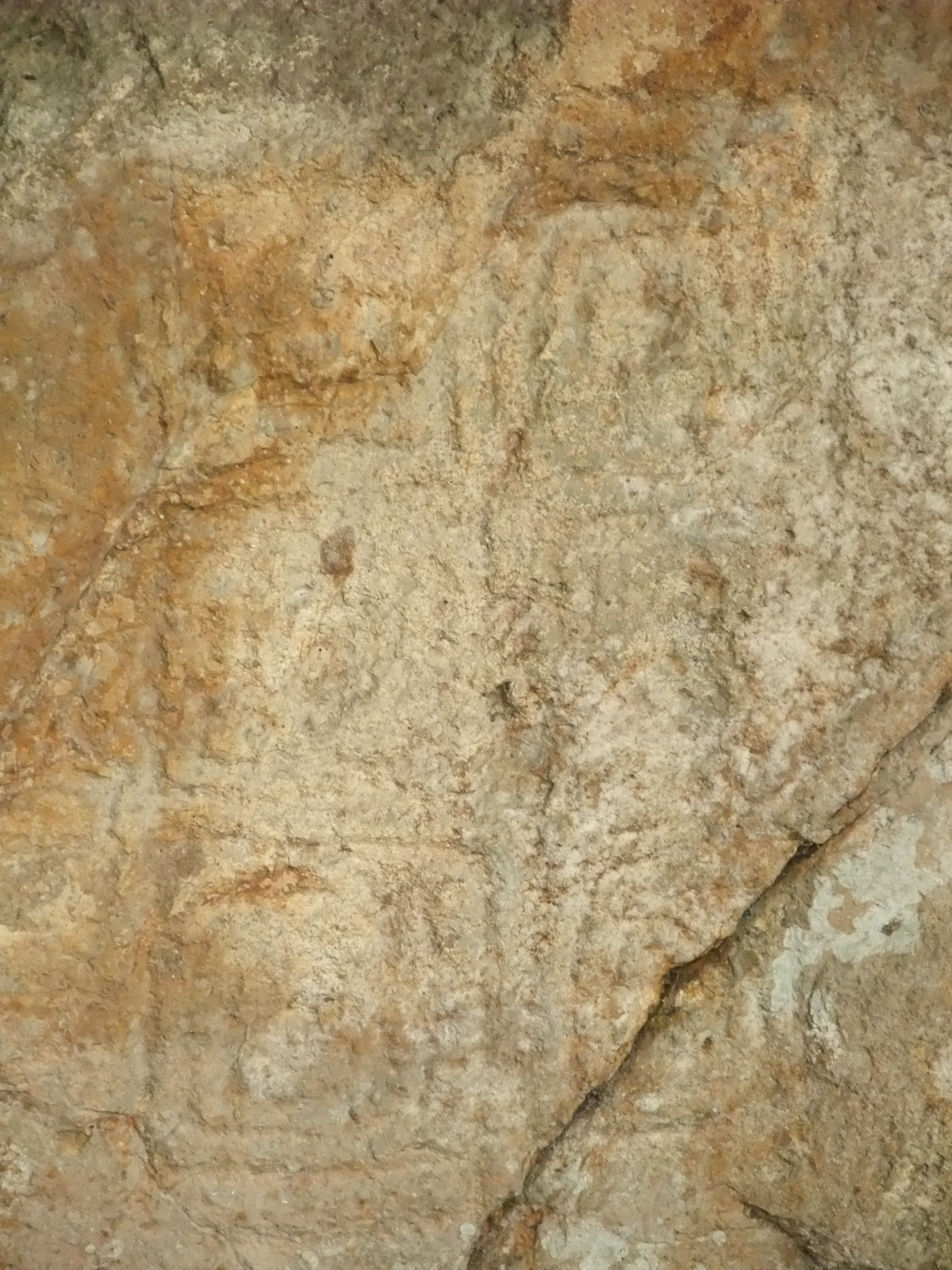
香港の西壁
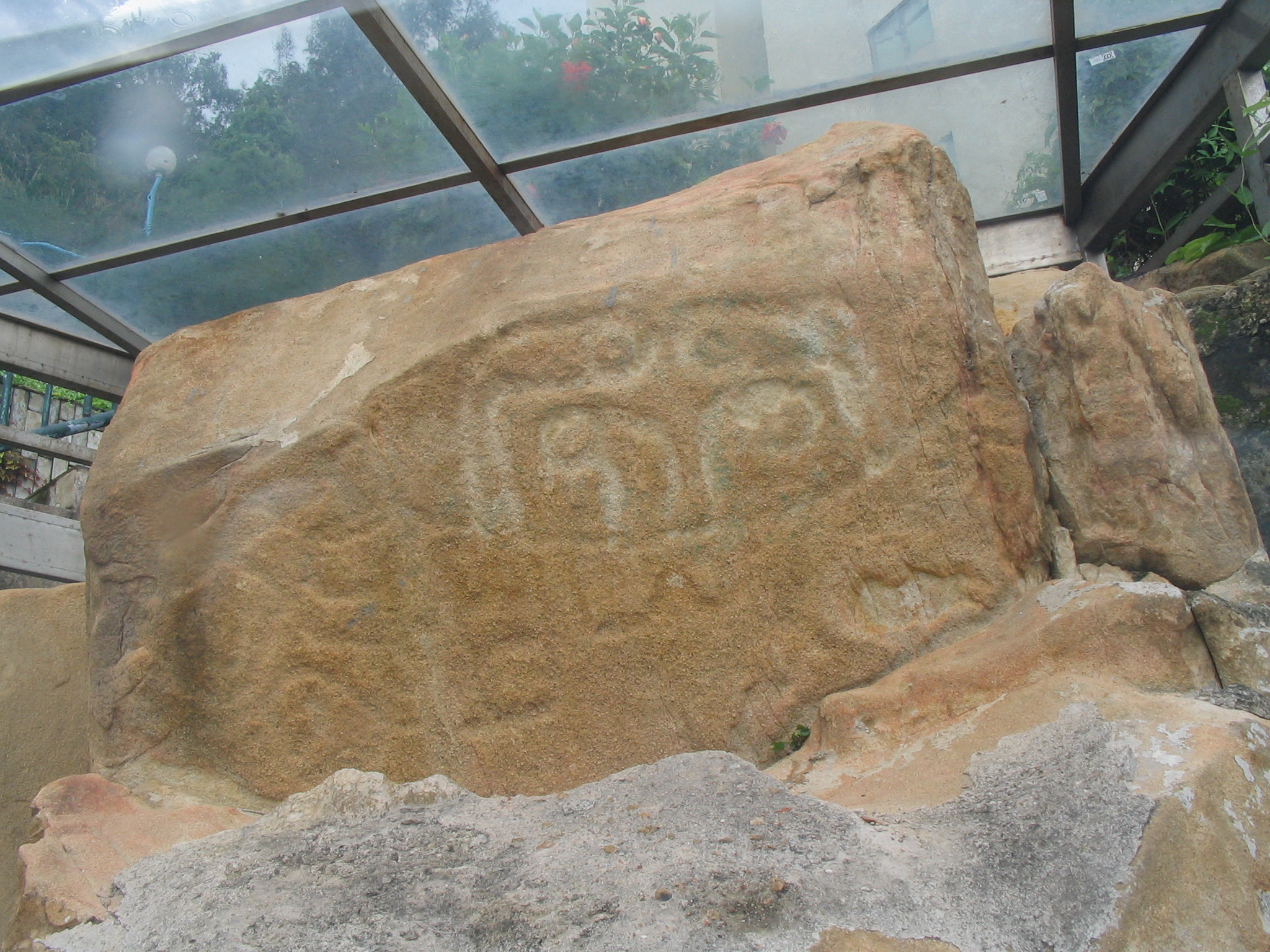
香港の長洲島のペトログリフ。 約3000年前の作とされる。
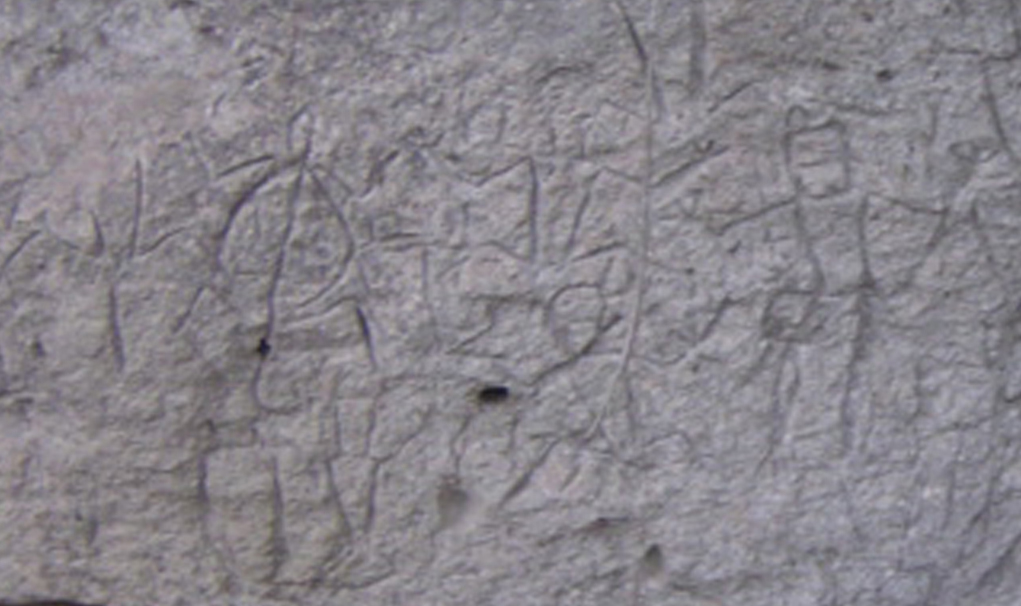
フィリピンのシエラマドレ山脈
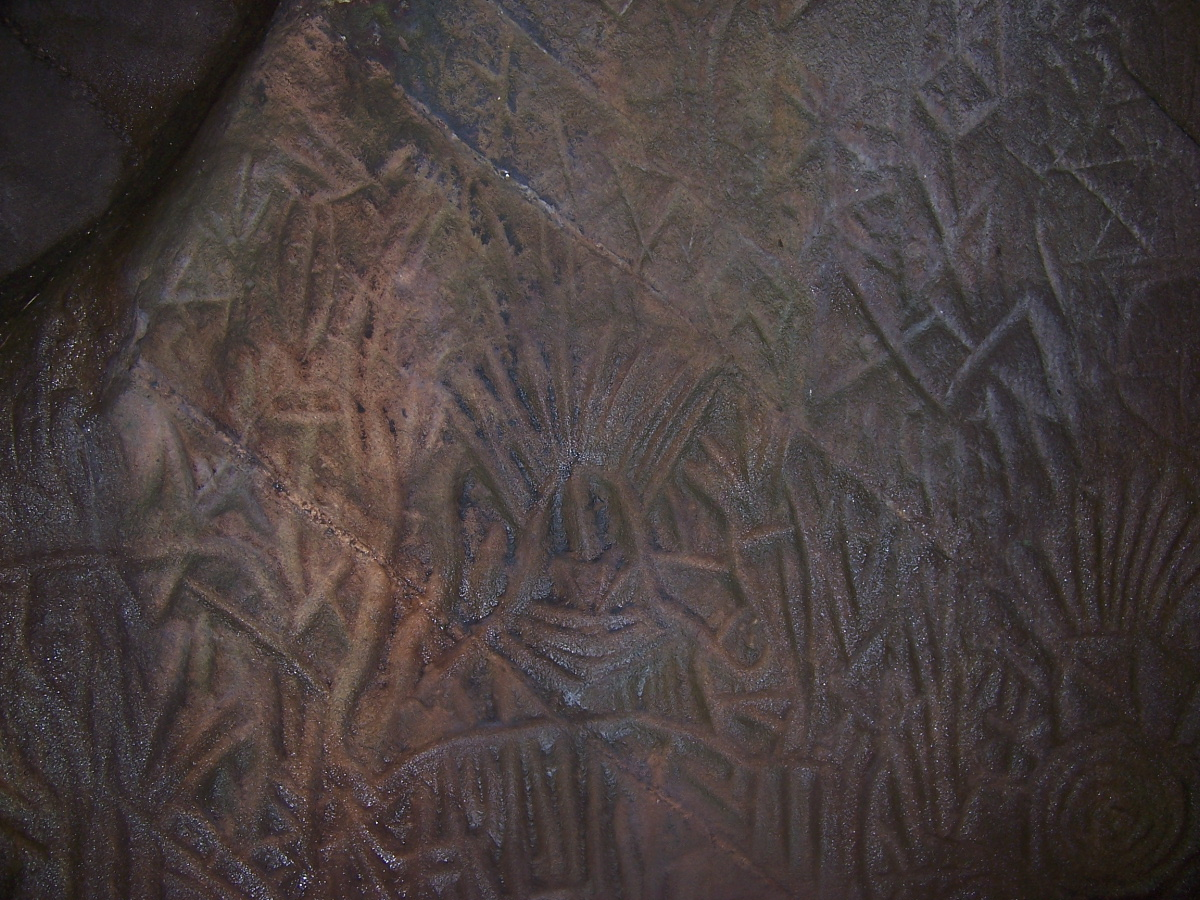
インドのエダッカルのペトログリフ。
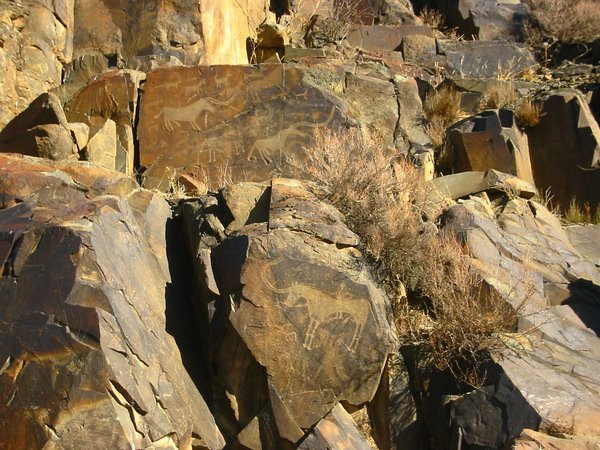
カザフスタンのタムガリ
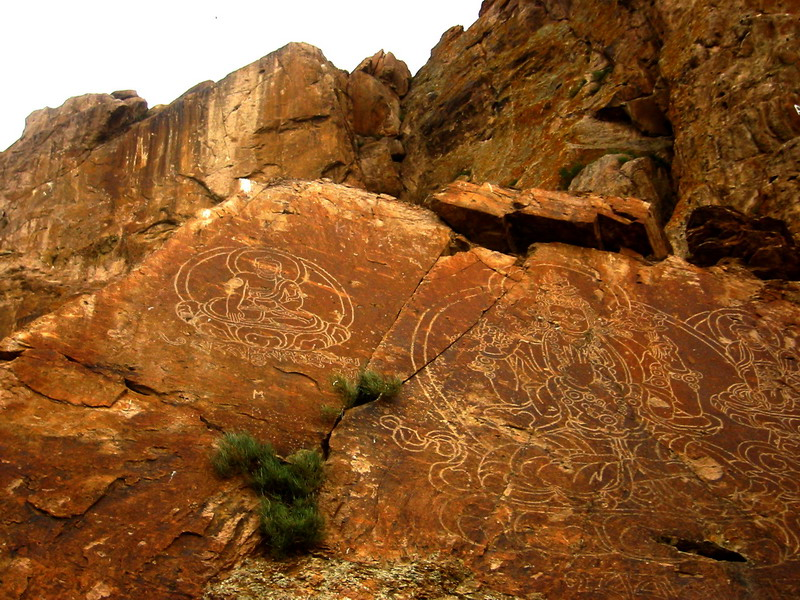
カザフスタンのイリ川。仏教的な事が描かれている。
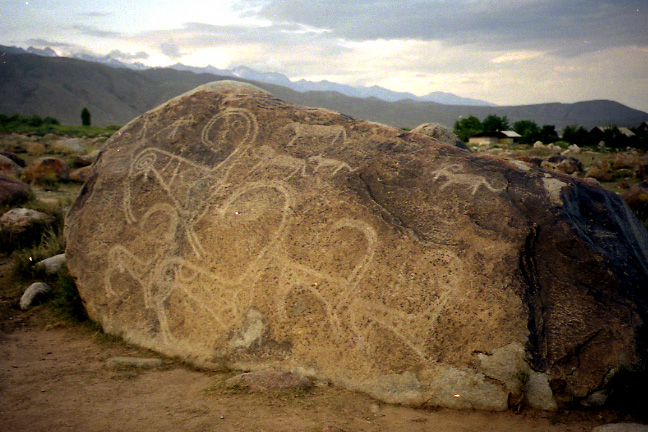
キルギスのチョルポン＝アタにて。

- 日本
  - 手宮洞窟（北海道小樽市）
  - フゴッペ洞窟（北海道余市郡）
- 韓国
  - 盤亀台岩刻画（蔚山市）
- 中国
  - 東龍洲
  - 滘西洲
  - 蒲台島
  - 長洲
  - 石壁（香港のランタオ島）
  - 黄竹坑 - 香港仔の近く。
  - 大浪灣（香港島）
  - 龍蝦灣（西貢市）

その他陰山山脈や寧夏回族自治区にもある。
- 台湾
  - 茂林区
- フィリピン
  - アンゴノの岩絵群
- アゼルバイジャン
  - ゴブスタン国立保護区
- カザフスタン
  - タムガリ
- キルギス
  - チョルポン＝アタ
- モンゴル
  - モンゴル・アルタイ山脈の岩絵群

### アフリカ

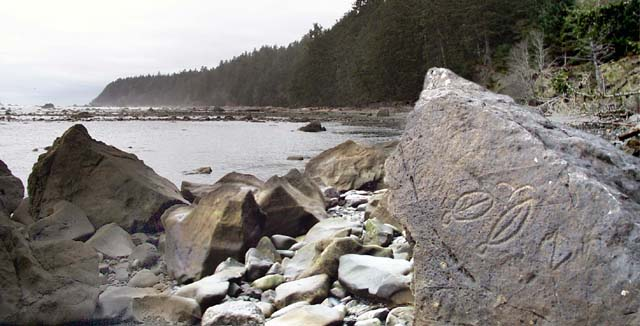
アラヴァ岬の南1kmに存在するペトログリフ

- アルジェリア
  - タッシリ・ナジェール
- タンザニア
  - コンドアの岩絵遺跡群
- ナミビア
  - トゥウェイフルフォンテーン
- ボツワナ
  - チョベ国立公園
  - ツォディロ
- リビア
  - タドラルト・アカクス
- マラウイ
  - チョンゴニの岩絵地域

### 北アメリカ
- アメリカ合衆国
  - アーチーズ国立公園
  - アラヴァ岬
  - オリンピック国立公園
  - 化石の森国立公園
  - キャニオンランズ国立公園
  - キャピトル・リーフ国立公園
  - セドナ
  - セント・ジョン島
  - デスヴァレー国立公園
  - チャコ文化国立歴史公園
- アルゼンチン
  - タランパヤ国立公園

### 中南米
- ニカラグア
  - オメテペ島
- メキシコ
  - シエラ・デ・サン・フランシスコの岩絵群
- ブラジル
  - セラ・ダ・カピバラ国立公園

### 太平洋・オセアニア

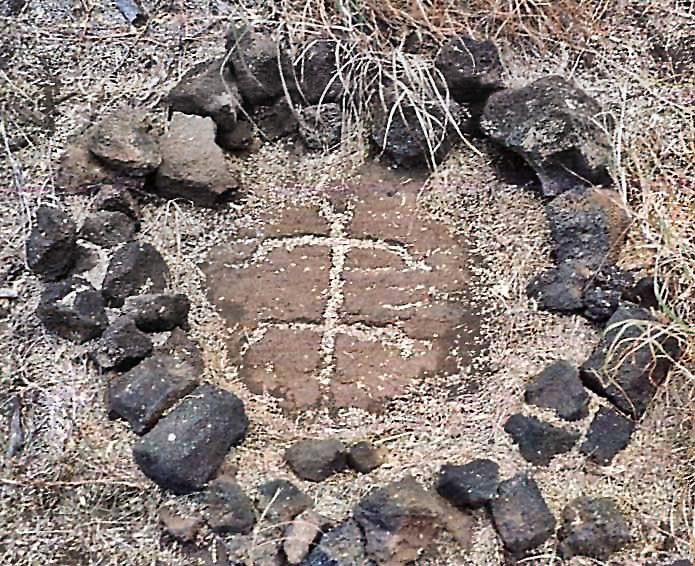
ハワイの西側にて。
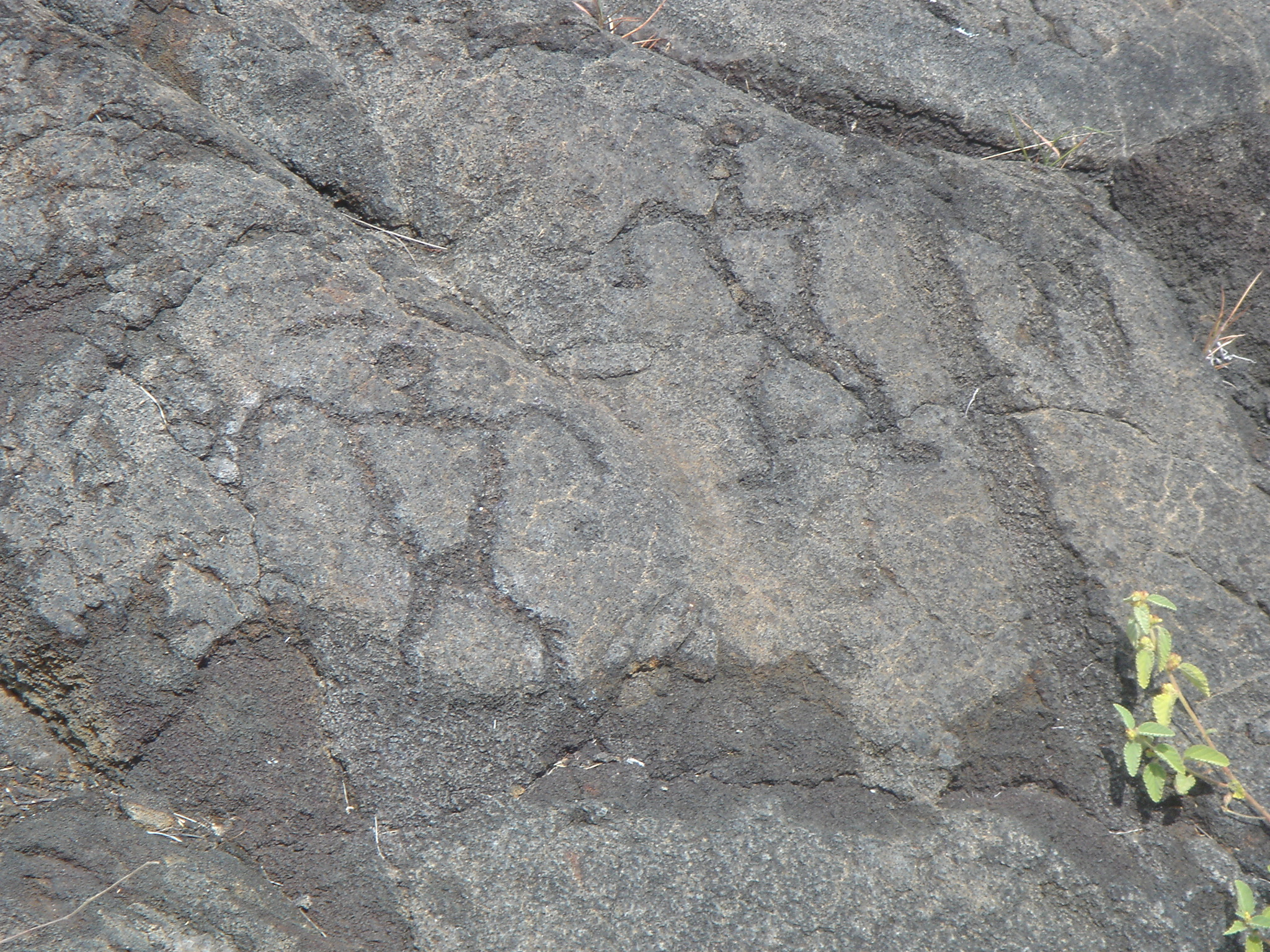
ハワイ火山国立公園にて。
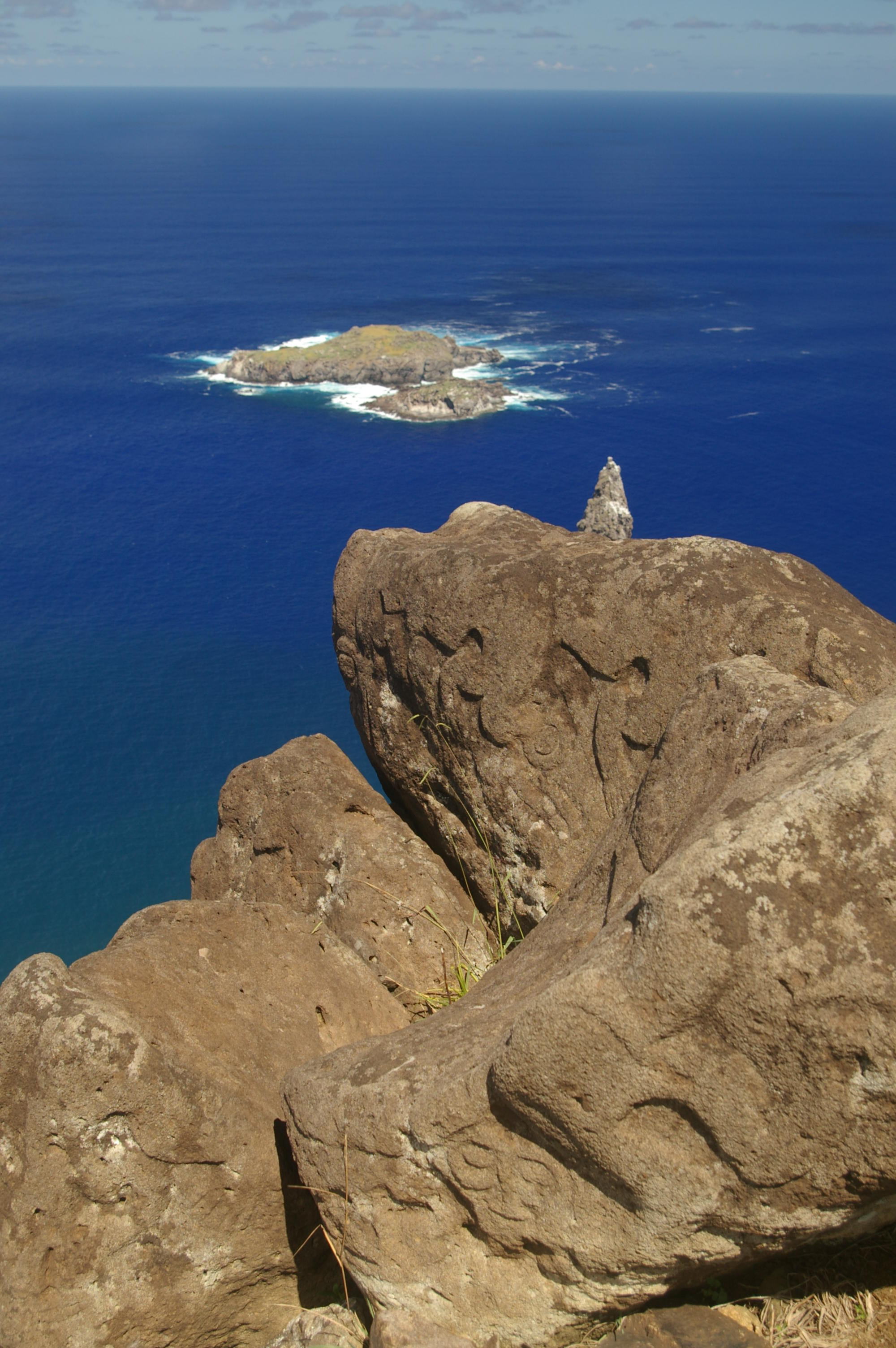
オロンゴ (Orongo) にあるペトログリフ。二人の鳥人に持ち上げられたマケマケ。

- オーストラリア
  - アーネムランド
- フランス領
  - ニューカレドニア
- ハワイ諸島
- バヌアツ
  - ロイ・マタ首長の領地
- イースター島

### ヨーロッパ

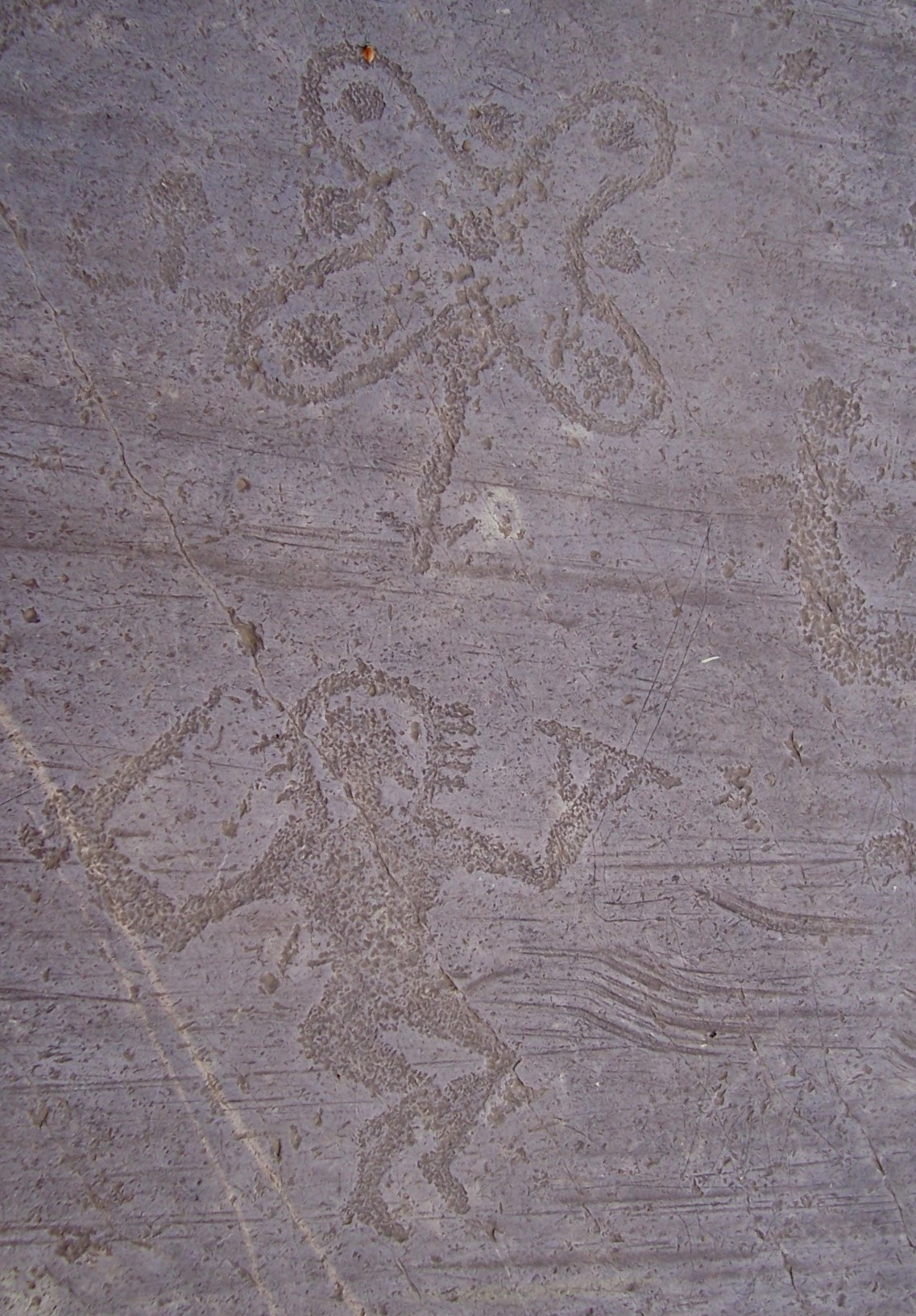
イタリア、ヴァルカモニカのペトログラフ
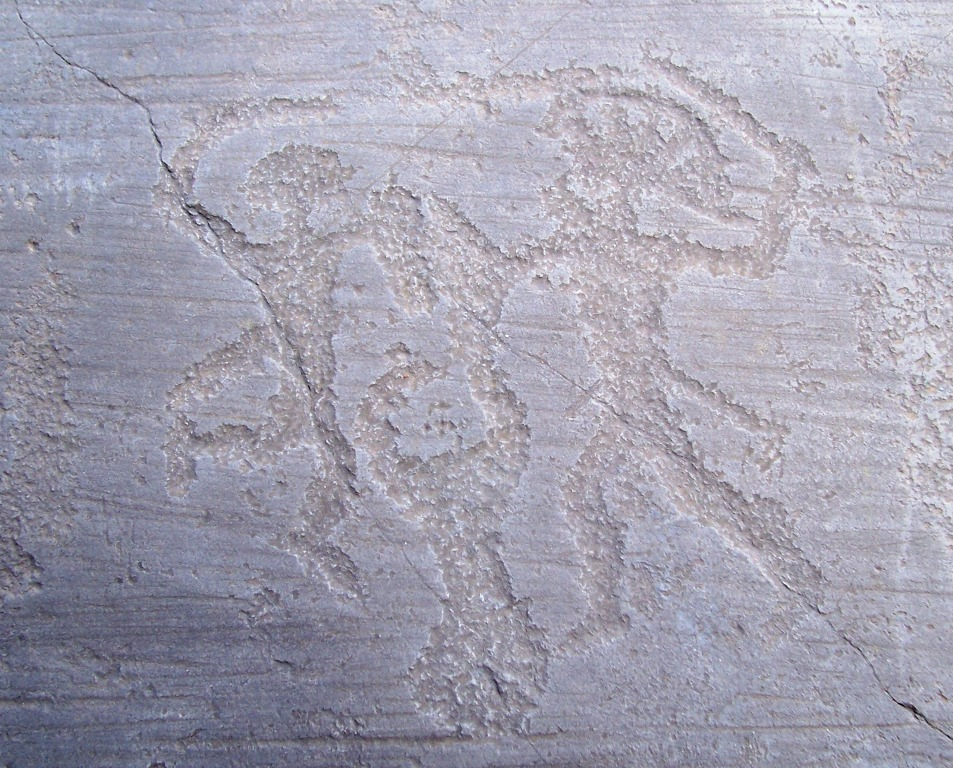
イタリア、ヴァルカモニカのペトログラフ
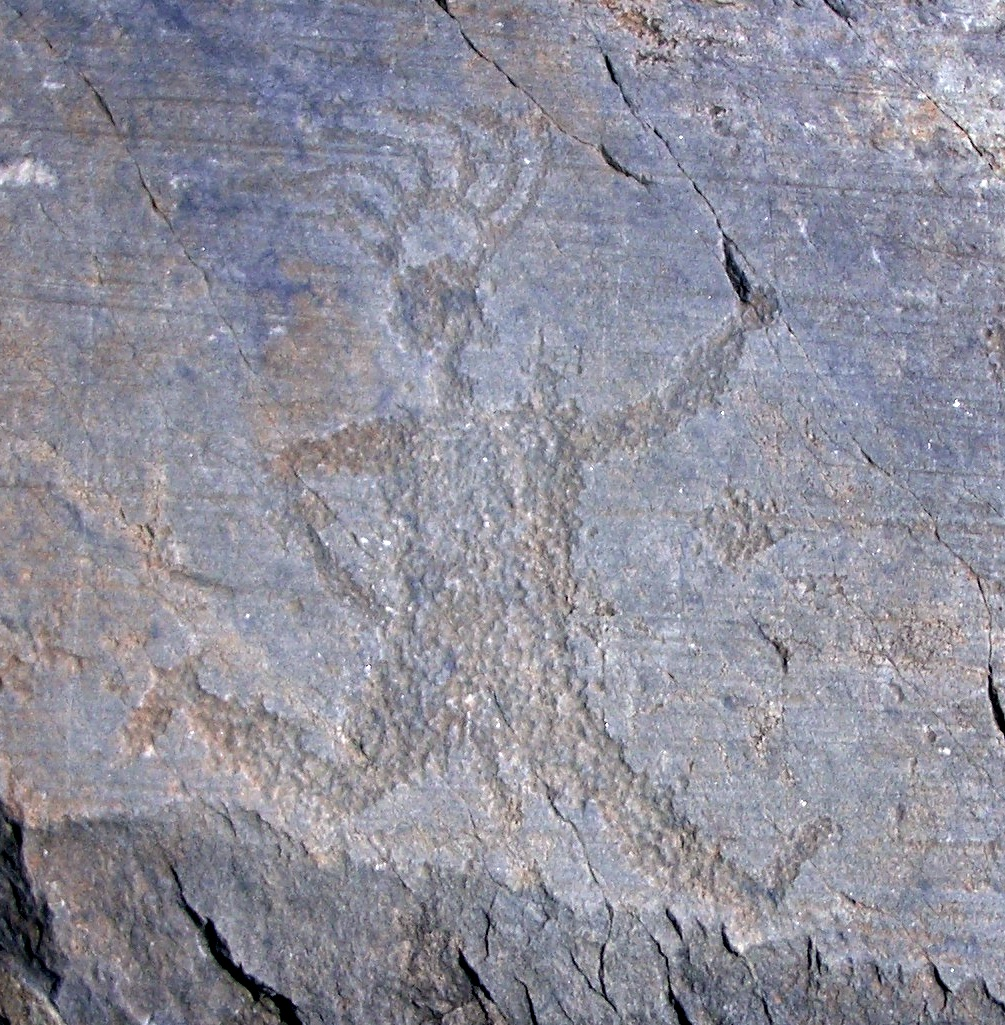
イタリア、ヴァルカモニカのペトログラフ
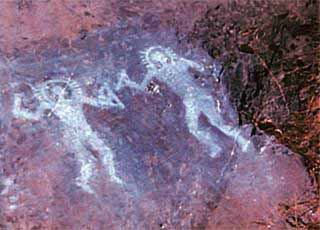
イタリア、ヴァルカモニカのペトログラフ
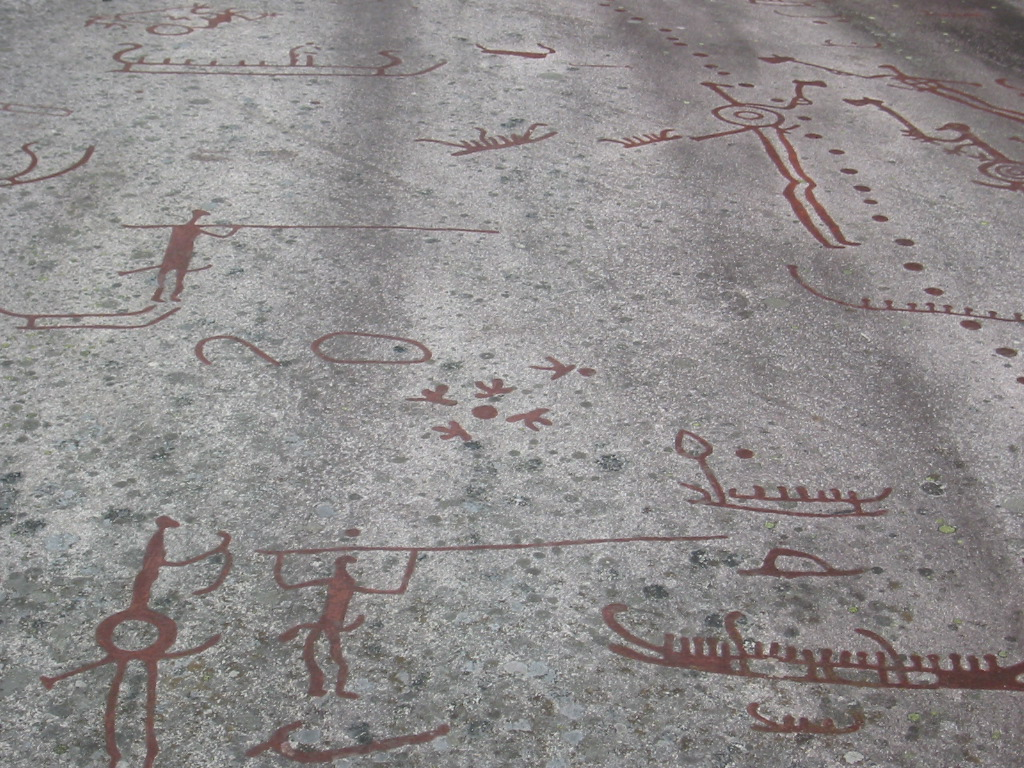
スウェーデン、ターヌムのペトログラフ
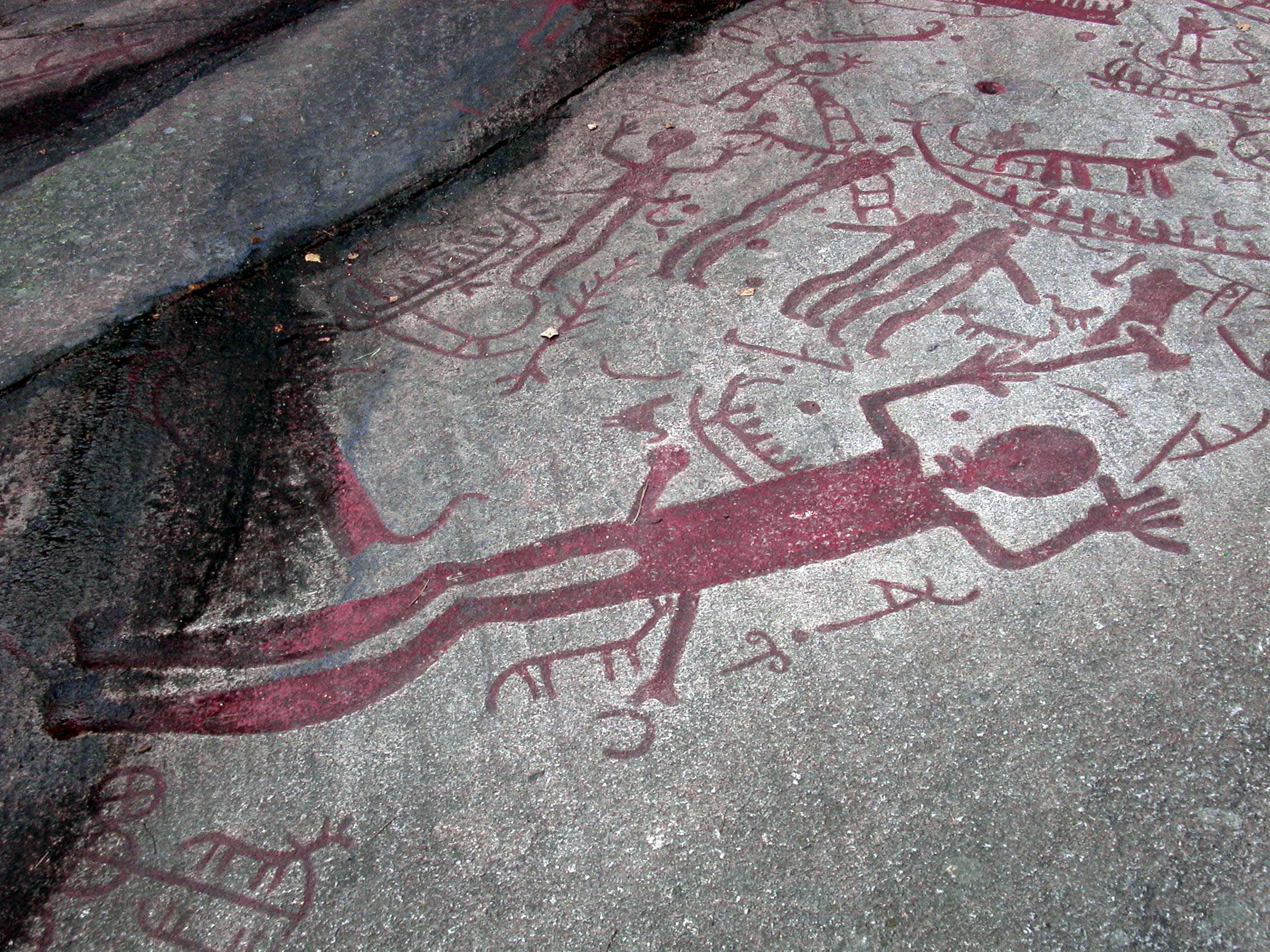
スウェーデン、ブラスタッドのペトログラフ
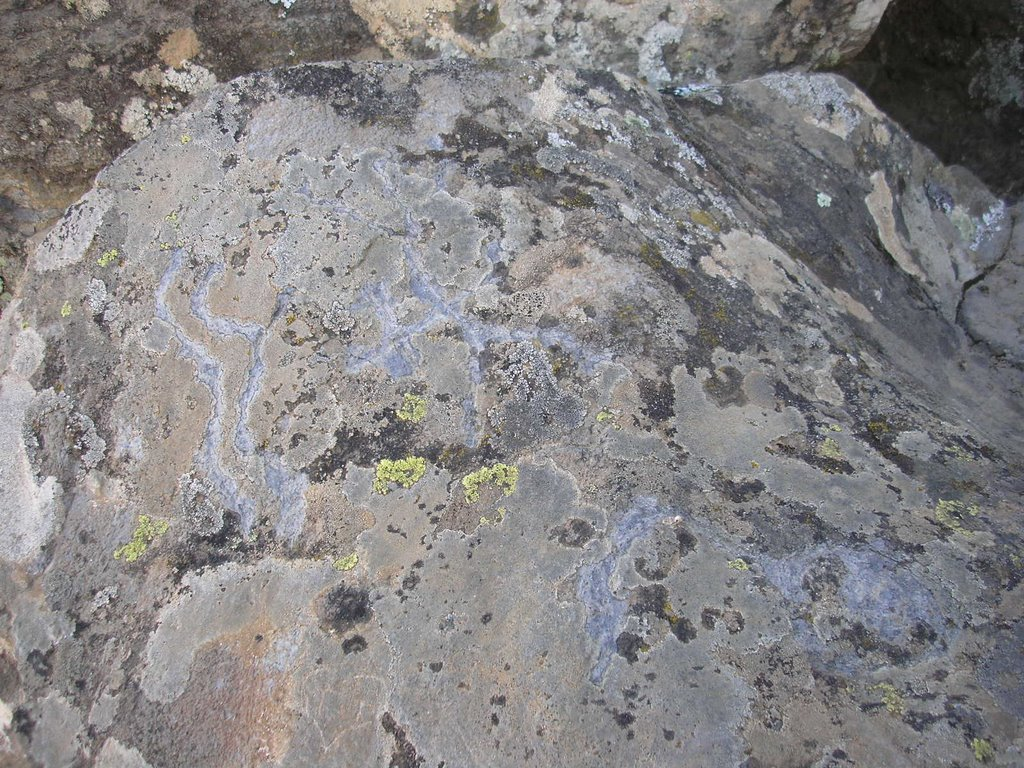
カナリア諸島のペトログラフ
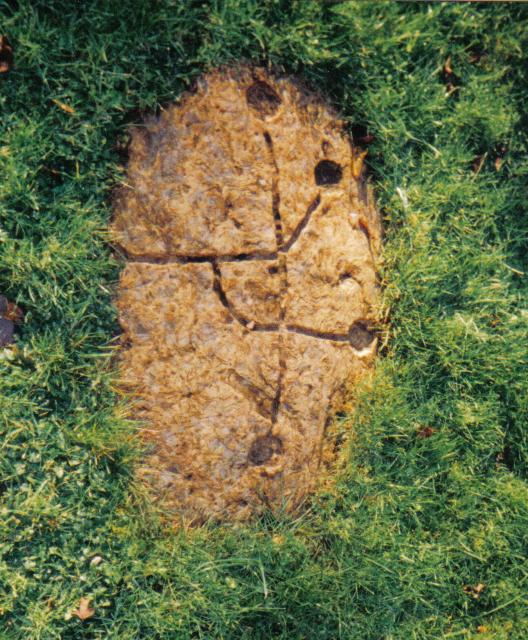
スコットランド、エアシャイアのペトログラフ
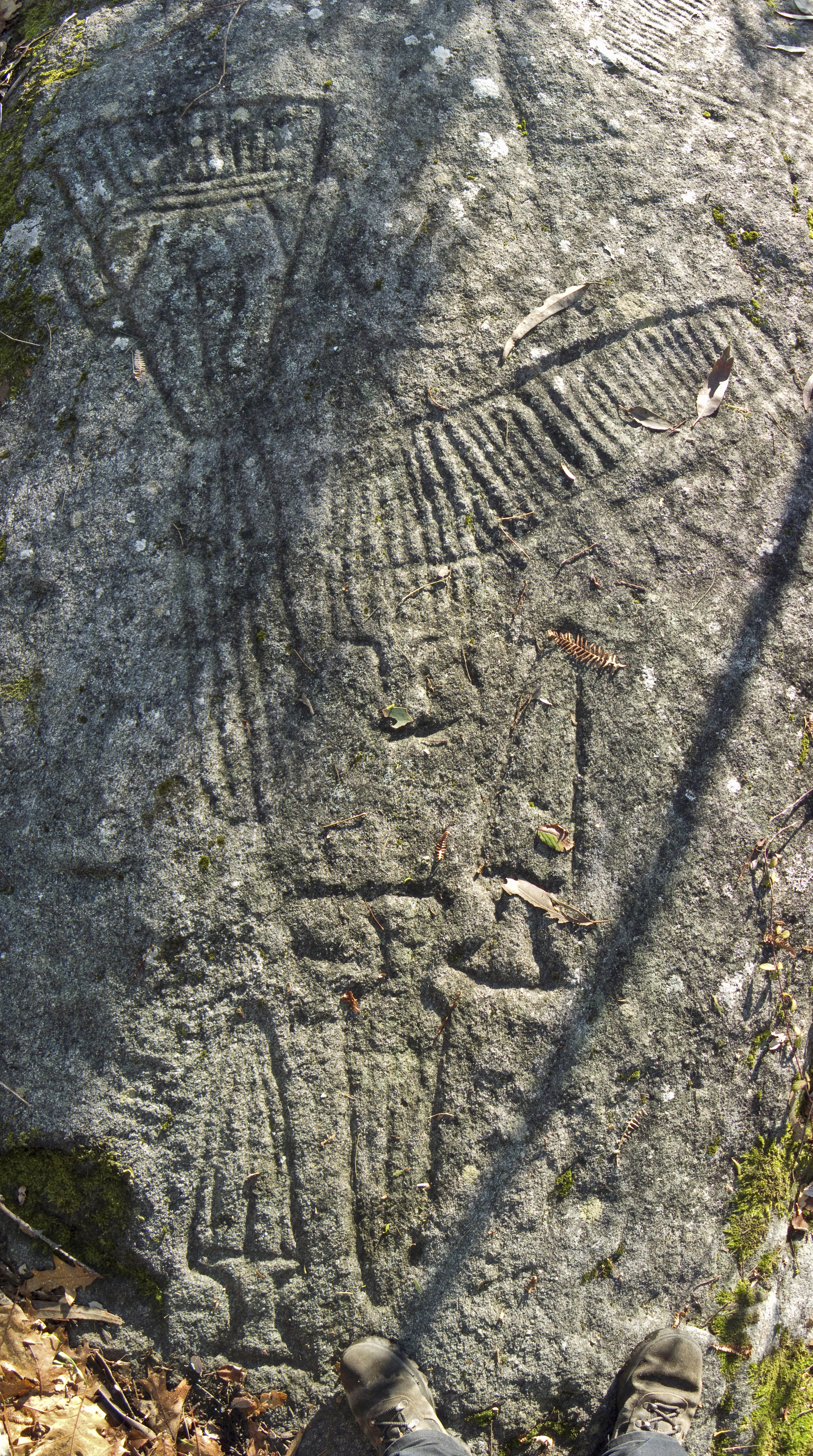
スペイン、ガリシア州サンティアゴ・デ・コンポステーラのペトログラフ
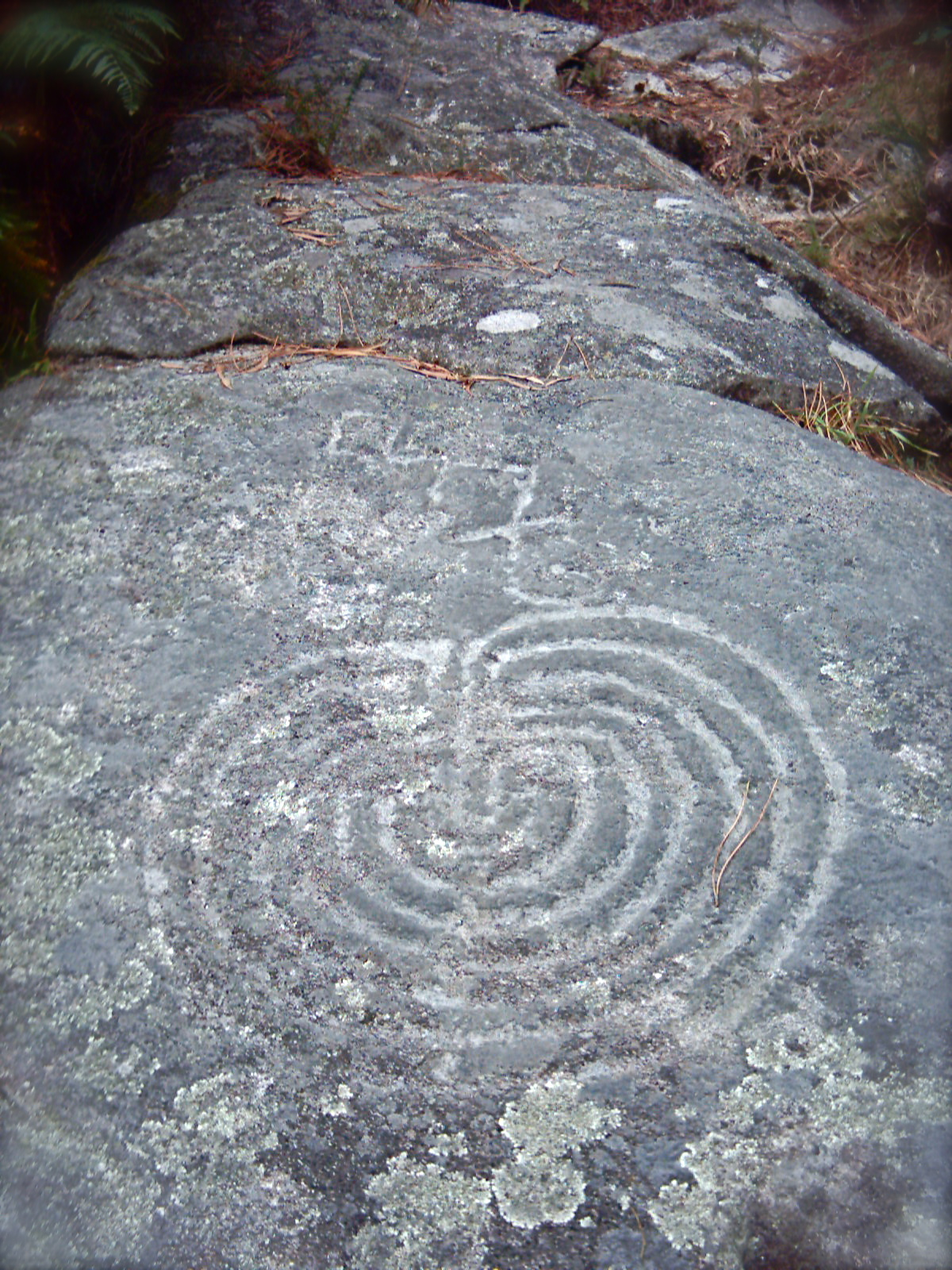
スペイン、ガリシア州メイスのペトログラフ
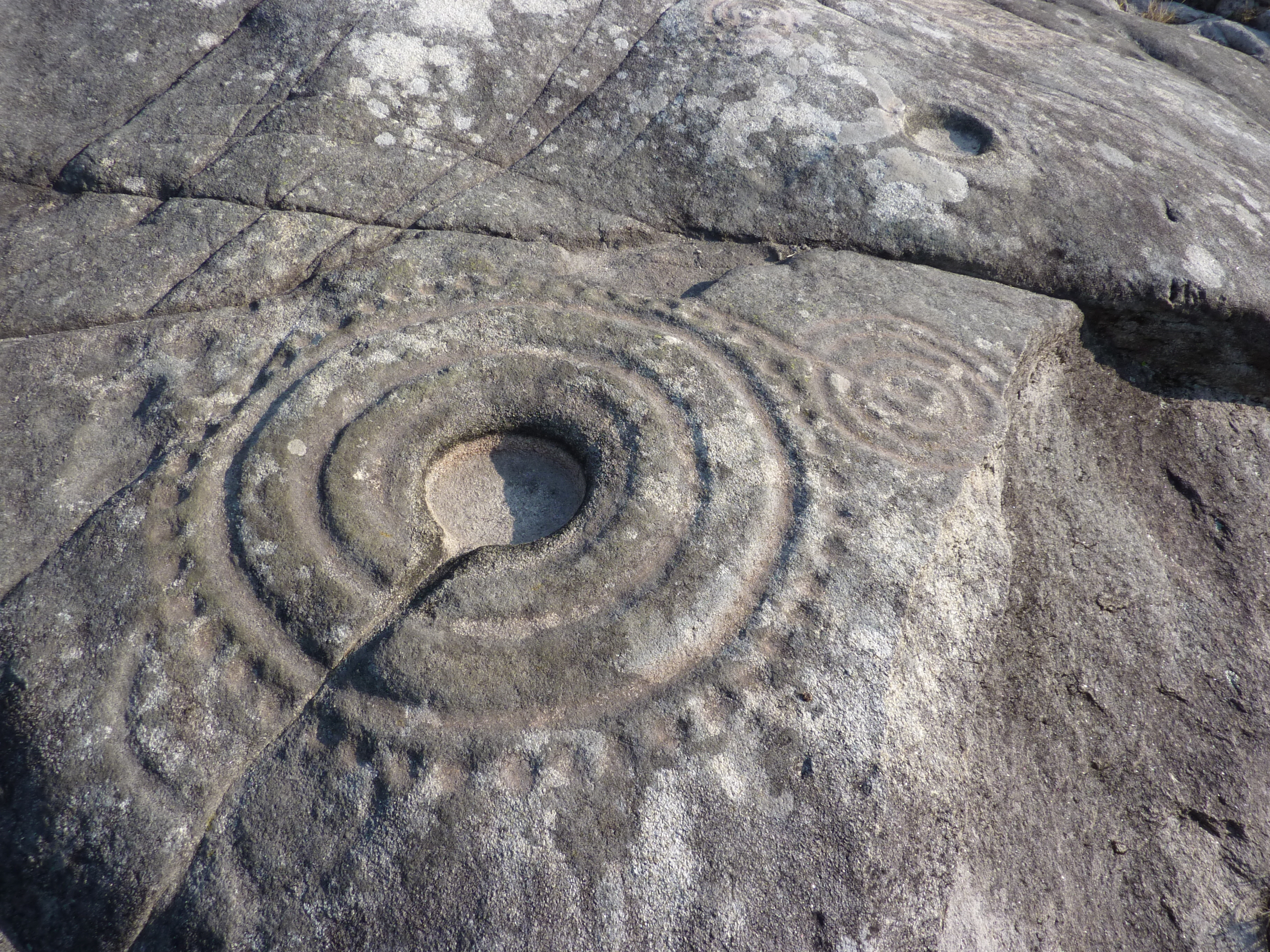
スペイン、ガリシア州ムーロスの盃状穴
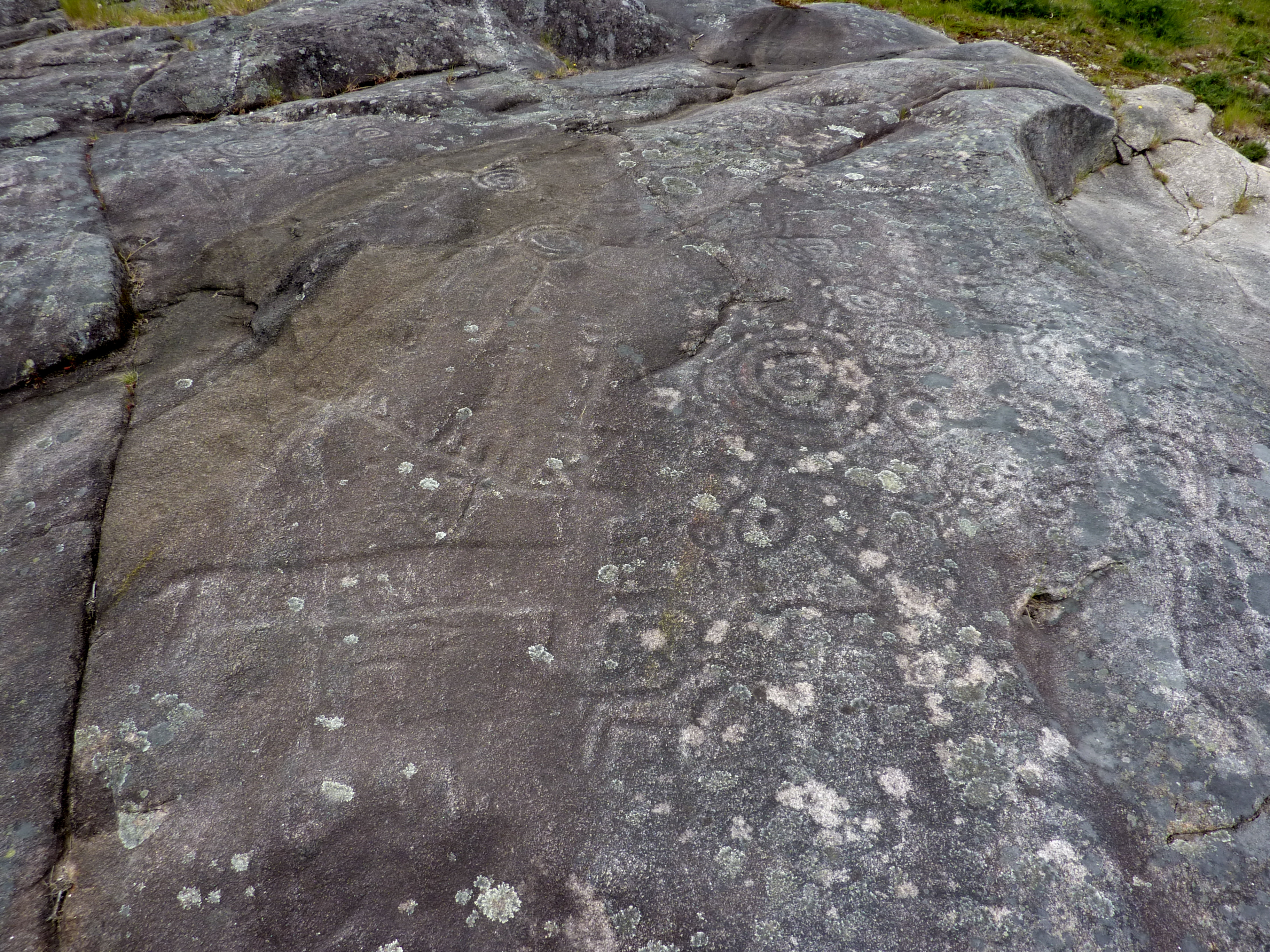
スペインガリシア州ポンテ・カルデーラスの鹿の絵と盃状穴

- アイルランド
  - ニューグレンジ
  - ノウス
  - ドウス
  - タラの丘
- イギリス
  - ノーサンバーランド
  - ダラム
- イタリア
  - ヴァルカモニカの岩絵群
- スウェーデン
  - ターヌムの岩絵群
- スペイン
  - イベリア半島の地中海沿岸の岩絵
- ポルトガル
  - コア渓谷の先史時代の岩絵遺跡群
- ノルウェー
  - アルタの岩絵
- フィンランド
  - ハンコ
- ロシア
  - ペトロザヴォーツクのペトログラフ公園
  - トムスカヤ・ピサニツァ　ケメロヴォの近くにある。

## 関連文献
- 日本先史岩面画研究会
- Petroglyph
- 読売新聞　1994年3月28日付西部朝刊　『「古代文字」岩刻画に傷　貴重な文化財にいたずら／下関』